# 1. Fußball-Club Saarbrücken
L'1. Fußball-Club Saarbrücken és un club de futbol alemany de la ciutat de Saarbrücken, al Saarland.

## Història
El club començà la seva vida esportiva com a secció de futbol del Turnverein Malstatt, fundat el 1903. Aquesta secció se separà el 1907 per formar el club independent FV Malstatt-Burbach i l'1 d'abril de 1909 adoptà el nom de FV Saarbrücken.
Als anys 20 jugà a la Bezirksliga Rhein-Saar on fou campió el 1927-28. No fou fins al 1935 en què debutà a la Gauliga Südwest. Fou campió de la Gauliga Südwest-Saarpfalz el 1940 i de la Gauliga Westmark el 1943.
Després de la Guerra Mundial el club el club fou dissolt i reformat de nou el 1945 amb el nom de 1. FC Saarbrücken. Després de l'ocupació del Sarre per França el club s'uní a la segona divisió francesa el 1948/49 amb el nom de FC Sarrebruck on es proclamà campió però no li fou permès ascendir a primera i el club marxà de la competició. El club jugà torneigs amistosos els dos anys següents, entre ells un torneig organitzat pel club anomenat Internationaler Saarland Pokal. La competició s'abandonà el 1952 quan els clubs de la regió ingressaren de nou a les competicions alemanyes.

## Palmarès
- Bezirksliga Rheinhessen-Saar: 1926
- Bezirksliga Rhein-Saar: 1928
- Gauliga Westmark: 1943, 1944 (com a KSG Saarbrücken)
- Ehrenliga Saarland: 1951
- Oberliga Südwest: 1961

## Jugadors

### Plantilla 2024-25
A 3 febrer 2025
| N. | Pos. | Nac. | Jugador               |
| -- | ---- | --- | --------------------- |
| 1  | POR  | [[Fitxer:Flag of Germany.svg\|23x15px\|border \|alt=Alemanya\|link=Selecció de futbol d'Alemanya\|{{#if:\|]] | Tim Paterok           |
| 2  | MIG  | [[Fitxer:Flag of Germany.svg\|23x15px\|border \|alt=Alemanya\|link=Selecció de futbol d'Alemanya\|{{#if:\|]] | Philip Fahrner        |
| 4  | DEF  | [[Fitxer:Flag of Germany.svg\|23x15px\|border \|alt=Alemanya\|link=Selecció de futbol d'Alemanya\|{{#if:\|]] | Sven Sonnenberg       |
| 5  | MIG  | [[Fitxer:Flag of Germany.svg\|23x15px\|border \|alt=Alemanya\|link=Selecció de futbol d'Alemanya\|{{#if:\|]] | Elijah Krahn          |
| 6  | MIG  | [[Fitxer:Flag of Germany.svg\|23x15px\|border \|alt=Alemanya\|link=Selecció de futbol d'Alemanya\|{{#if:\|]] | Patrick Sontheimer    |
| 7  | DEF  | [[Fitxer:Flag of Germany.svg\|23x15px\|border \|alt=Alemanya\|link=Selecció de futbol d'Alemanya\|{{#if:\|]] | Calogero Rizzuto      |
| 8  | MIG  | [[Fitxer:Flag of Germany.svg\|23x15px\|border \|alt=Alemanya\|link=Selecció de futbol d'Alemanya\|{{#if:\|]] | Manuel Zeitz (capità) |
| 9  | DAV  | [[Fitxer:Flag of Germany.svg\|23x15px\|border \|alt=Alemanya\|link=Selecció de futbol d'Alemanya\|{{#if:\|]] | Kai Brünker           |
| 10 | DAV  | [[Fitxer:Flag of Germany.svg\|23x15px\|border \|alt=Alemanya\|link=Selecció de futbol d'Alemanya\|{{#if:\|]] | Kasim Rabihic         |
| 11 | MIG  | [[Fitxer:Flag of Germany.svg\|23x15px\|border \|alt=Alemanya\|link=Selecció de futbol d'Alemanya\|{{#if:\|]] | Maurice Multhaup      |
| 13 | POR  | [[Fitxer:Flag of Germany.svg\|23x15px\|border \|alt=Alemanya\|link=Selecció de futbol d'Alemanya\|{{#if:\|]] | Phillip Menzel        |
| 14 | DEF  | [[Fitxer:Flag of Germany.svg\|23x15px\|border \|alt=Alemanya\|link=Selecció de futbol d'Alemanya\|{{#if:\|]] | Boné Uaferro          |
| 16 | DEF  | [[Fitxer:Flag of Germany.svg\|23x15px\|border \|alt=Alemanya\|link=Selecció de futbol d'Alemanya\|{{#if:\|]] | Bjarne Thoelke        |
| 17 | DEF  | [[Fitxer:Flag of Germany.svg\|23x15px\|border \|alt=Alemanya\|link=Selecció de futbol d'Alemanya\|{{#if:\|]] | Dominik Becker        |
| 18 | DEF  | [[Fitxer:Flag of Germany.svg\|23x15px\|border \|alt=Alemanya\|link=Selecció de futbol d'Alemanya\|{{#if:\|]] | Lasse Wilhelm         |

| N. | Pos. | Nac. | Jugador                                    |
| -- | ---- | --- | ------------------------------------------ |
| 19 | MIG  | [[Fitxer:Flag of Germany.svg\|23x15px\|border \|alt=Alemanya\|link=Selecció de futbol d'Alemanya\|{{#if:\|]]                    | Sebastian Vasiliadis                       |
| 20 | DAV  | [[Fitxer:Flag of Germany.svg\|23x15px\|border \|alt=Alemanya\|link=Selecció de futbol d'Alemanya\|{{#if:\|]]                    | Julian Günther-Schmidt                     |
| 21 | MIG  | [[Fitxer:Flag of France (1794–1815, 1830–1974).svg\|23x15px\|border \|alt=França\|link=Selecció de futbol de França\|{{#if:\|]] | Chafik Gourichy                            |
| 22 | DAV  | [[Fitxer:Flag of Germany.svg\|23x15px\|border \|alt=Alemanya\|link=Selecció de futbol d'Alemanya\|{{#if:\|]]                    | Simon Stehle                               |
| 23 | MIG  | [[Fitxer:Flag of Albania.svg\|23x15px\|border \|alt=Albània\|link=Selecció de futbol d'Albània\|{{#if:\|]]                      | Tim Civeja                                 |
| 24 | DAV  | [[Fitxer:Flag of Austria.svg\|23x15px\|border \|alt=Àustria\|link=Selecció de futbol d'Àustria\|{{#if:\|]]                      | Stefan Feiertag (cedit pel Blau-Weiß Linz) |
| 25 | DAV  | [[Fitxer:Flag of France (1794–1815, 1830–1974).svg\|23x15px\|border \|alt=França\|link=Selecció de futbol de França\|{{#if:\|]] | Amine Naïfi                                |
| 27 | DEF  | [[Fitxer:Flag of Switzerland.svg\|23x16px\|border \|alt=Suïssa\|link=Selecció de futbol de Suïssa\|{{#if:\|]]                   | Joel Bichsel                               |
| 29 | DAV  | [[Fitxer:Flag of Germany.svg\|23x15px\|border \|alt=Alemanya\|link=Selecció de futbol d'Alemanya\|{{#if:\|]]                    | Florian Krüger (cedit pel Beerschot)       |
| 30 | MIG  | [[Fitxer:Flag of Italy.svg\|23x15px\|border \|alt=Itàlia\|link=Selecció de futbol d'Itàlia\|{{#if:\|]]                          | Jacopo Sardo                               |
| 31 | MIG  | [[Fitxer:Flag of Germany.svg\|23x15px\|border \|alt=Alemanya\|link=Selecció de futbol d'Alemanya\|{{#if:\|]]                    | Richard Neudecker                          |
| 33 | MIG  | [[Fitxer:Flag of Germany.svg\|23x15px\|border \|alt=Alemanya\|link=Selecció de futbol d'Alemanya\|{{#if:\|]]                    | Till Schumacher                            |
| 35 | POR  | [[Fitxer:Flag of Germany.svg\|23x15px\|border \|alt=Alemanya\|link=Selecció de futbol d'Alemanya\|{{#if:\|]]                    | David Mutter                               |
| 39 | DAV  | [[Fitxer:Flag of Germany.svg\|23x15px\|border \|alt=Alemanya\|link=Selecció de futbol d'Alemanya\|{{#if:\|]]                    | Patrick Schmidt                            |